# De Legende van Korra
De Legende van Korra (originele titel The Legend of Korra, voorheen aangekondigd als Avatar: The Legend of Korra en The Last Airbender: Legend of Korra) is een Amerikaanse animatieserie, die sinds 14 april 2012 wordt uitgezonden in de VS op Nickelodeon. De serie is sinds 26 augustus 2012 te bekijken in Nederland. De serie is een vervolg op Avatar: De Legende van Aang.
De serie speelt zich af in hetzelfde universum als de vorige serie, 70 jaar nadat Vuurheer Ozai is verslagen door Aang en de oorlog met de Vuurnatie is beëindigd. Dit werd bekendgemaakt tijdens de jaarlijkse Comic-Con in San Diego op 22 juli 2010. Oorspronkelijk zou de serie maar één seizoen gaan tellen, maar dit werd uitgebreid.

## Het verhaal

Het symbool van de Waterstam.

De serie speelt zich af 70 jaar na de vorige serie. De oorlog is voorbij en de Aarderijk-kolonies van de Vuurnatie zijn omgevormd in de Verenigde Republiek der Naties met als hoofdstad Republicasia. Op technologisch gebied is er in de afgelopen 70 jaar veel veranderd. Zo zijn onder andere auto's, grammofoonspelers, radio's, telefoons en fototoestellen uitgevonden.
Avatar Aang is inmiddels overleden. Centraal in de serie staat de nieuwe Avatar, Korra; een tiener van de Zuidelijke Waterstam. Ze is qua persoonlijkheid heel anders dan Aang. Ze is onafhankelijk, houdt van vechten, en kan erg impulsief zijn. Bij aanvang van de serie heeft ze de elementen water, aarde en vuur al onder de knie, maar moet Luchtsturen nog aanleren. Er is in de hele wereld slechts een Luchtmeester die haar dit kan leren: Tenzin, de zoon van Aang en Katara. Hij kan echter Republicasia niet verlaten daar er groeiende problemen zijn, dus besluit Korra tegen de wil van haar andere leermeesters in de Zuidpool te verlaten en Tenzin op te zoeken op Luchttempel eiland net voor de kust van Republicasia.
Korra maakt in Republicasia al snel enkele vrienden, maar ook vijanden. Er blijkt een groepering actief te zijn geleid door een zekere Amon, die ernaar streven om het elementsturen te laten verbieden zodat iedereen gelijk is. Korra ontdekt al snel dat Amon de gave heeft om iemand zijn/haar sturingskunsten te ontnemen. Amon en zijn groep zijn niet bang om terrorisme te gebruiken om zo hun doel te bereiken. Ook krijgt Korra te maken met Tarlok, een ambitieuze politicus die de illegale kunst van het bloedsturen beheerst. In de climax van de eerste saga komt het tot een militair conflict waarbij Amon en zijn leger tegenover het leger van de verenigde Republiek komen te staan. Korra ontdekt tijdens dit conflict de waarheid over Tarrlok en Amon; ze zijn beide zonen van een bloedmeester genaamd Yakone, die ooit door Aang werd verslagen. Nadat het Amon uiteindelijk is gelukt om de stuurkrachten van Korra te ontnemen, ontsluit Korra eindelijk haar Luchtstuurvaardigheden en ontmaskert Amon als een Watermeester, waardoor hij moet vluchten. Nadat Korra terugkwam naar de Zuidelijke Waterstam maakte ze contact met Aang, hij geeft Korra haar stuurkrachten terug waarna zij ook Lin Beifong haar stuurkrachten teruggeeft.
In boek 2 krijgt Korra te maken met een groep rusteloze geesten genaamd de Dark Spirits, die de zuidelijke zeeën terroriseren. Ze zoekt hulp van haar oom Unalaq, stamhoofd van de Noordelijke Waterstam. Hij blijkt echter zo zijn eigen plannen te hebben, waarvoor hij Korra wil gebruiken. Zo was hij verantwoordelijk voor de verbanning van Korra's vader Tonraq. In dit seizoen krijgt men het ontstaan van de Avatar te zien. De eerste Avatar was een man genaamd Wan, die zichzelf vrijwillig versmolt met de lichtgeest Raava om de duistere kracht Vaatu te verslaan en voor tienduizend jaar op te sluiten. Unalaq wil Vaatu weer bevrijden, en slaagt hier ook in. Vervolgens fuseert hij met Vaatu tot een duistere versie van de Avatar. Korra weet haar oom te verslaan, maar verliest in het gevecht tijdelijk haar connectie met Raava en verliest daarmee haar connectie met haar vorige levens. Ter compensatie besluit Korra de poorten naar de geestenwereld open te laten staan zodat een nieuw tijdperk kan beginnen waarin mensen en geesten samenleven.
In boek 3 gebeurt er iets dat het leven van veel mensen heeft veranderd. Er komen na 170 jaar weer Luchtmeesters. Met een goed gevoel gaat Team Avatar op zoek naar Luchtmeesters om ze mee te nemen naar Luchttempel-eiland en ze te trainen. Alles verloopt goed tot Lin Beifong met heel slecht nieuws komt: een van de grootste criminelen op aarde (Zaheer) heeft de gave van Luchtsturen gekregen en kon daardoor uit zijn gevangenis ontsnappen. Zaheer zoekt zijn oude vrienden op en helpt ze te ontsnappen. Zaheer en zijn bevrijde kameraden blijken lid te zijn van een groep genaamd de Rode Lotus. De Rode Lotus bestaat uit een Watermeester, Aardemeester, Vuurmeester en met Zaheers pas verkregen vaardigheden een Luchtmeester. De Rode Lotus gaat op zoek naar de Avatar om haar cyclus te beëindigen, door haar in de Avatartrance om te brengen. Korra is niet bang voor de groep en gaat naar ze op zoek met Team Avatar. Ze krijgen hulp van Suyin, de zus van Lin, die Zaofu, een gemeenschap van Metaalstuurders, leidt. Het lukt Zaheer niet om Korra te pakken te krijgen dus ging hij haar chanteren: Als ze zich niet overgeeft zou hij alle Luchtstuurders vermoorden. Korra geeft zichzelf over. Uiteindelijk bleek het een truc te zijn om Korra te vermoorden. Korra probeert te ontsnappen maar het is te laat. Ze wordt vastgebonden en krijgt een metalen gif opgesmeerd die haar in de Avatar trance brengt. De Rode Lotus doet er alles voor om haar in de Avatar trance te vermoorden, want als de Avatar in de Avatar trance wordt vermoord stopt de reïncarnatiecyclus van de Avatar voor eeuwig. De groep onderschatte Korra en werd verslagen. Alle vrienden van Zaheer stierven. Zaheer is weer terug naar zijn cel gebracht en wordt nu extra beveiligd. Korra is uiteindelijk gered door Suyin Beifong die het metalen gif uit haar lichaam haalde. Maar niet al het metaal is verwijderd, en hierdoor herstelt Korra niet volledig.
Boek 4 speelt zich drie jaar na het einde van boek 3 af. Korra is nog altijd niet hersteld van de poging om haar te vergiftigen. Zaheers moord op de Aardekoningin in seizoen 3 heeft het Aarderijk in een chaos gestort. Een Metaalstuurder genaamd Kuvira probeert de orde te herstellen en Bolin en Varrick zitten in haar leger. Mako is de bodyguard van Wu, de troonopvolger van het Aarderijk. Tijdens de kroningsceremonie roept Kuvira zichzelf uit tot heerser van het nieuwe Aarderijk toen Wu haar toestemming gaf iets te zeggen om de 6-uur durende speech op te vullen.
Ze valt Zaofu aan en neemt Suyin gevangen. Ze dwingt Bolin en Varrick om een superwapen te bouwen dat gebruikmaakt van de energie van de geestenwereld. Wanneer zij realiseren wat de kracht van dit wapen is, besluiten ze haar leger te verlaten en te ontsnappen. Korra weet ondertussen met de hulp van Toph Beifong volledig te herstellen van haar vergiftiging en keert terug naar Republicasia. Bolin, Lin, Toph en Suyins dochter Opal weten Suyin en Varricks assistente Zhu Li te bevrijden. Van Zhu Li krijgen ze te horen dat Kuvira Republicasia binnen twee weken aan zal vallen. Kuvira arriveert echter een week eerder. In de hoop Kuvira te stoppen neemt Korra Bataar Jr., Kuvira's verloofde en Suyins zoon gevangen. Wanneer Kuvira echter hoort van de ontvoering, valt ze Republicasia aan. Met de hulp van Suyin, Lin, Mako en Bolin weet Korra het wapen gedeeltelijk onschadelijk te maken en gaat de confrontatie aan met Kuvira. Die gebruikt het wapen echter nog een keer. Er ontstaat een nieuw portaal naar de geestenwereld. Wanneer Korra en Kuvira beiden in de geestenwereld zitten, laat Korra Kuvira inzien wat ze allemaal heeft aangericht. Wanneer de twee de geestenwereld verlaten, beveelt Kuvira haar legers terug te trekken en accepteert ze elke straf die men gepast acht.
In de laatste aflevering van seizoen 4 gaat Korra op vakantie met haar vriendin Asami naar de geestenwereld.

## Productie
De Legende van Korra is bedacht en geschreven door Michael Dante DiMartino en Bryan Konietzko. Het tekenwerk is gedaan in de Zuid-Koreaanse studio Studio Mir. De serie werd officieel aangekondigd op de Comic Con in 2010. Aanvankelijk zou de serie een miniserie van 12 afleveringen worden. Nickelodeon heeft inmiddels aangegeven dat er 26 afleveringen zijn, met de mogelijkheid op uitbreiding van dit aantal. Op 11 juli 2012 werd aangekondigd dat er na het tweede seizoen ook nog een derde en een vierde seizoen zal worden gemaakt met nog eens gecombineerde 26 afleveringen, wat het totaal aan afleveringen uiteindelijk op 52 zal brengen. Net als bij de vorige serie worden de seizoenen “boeken” genoemd.
Jeremy Zuckerman, componist van de eerste serie, componeert ook de muziek voor de tweede serie. De serie is grotendeels met de hand getekend, met computeranimatie voor de lastigere scènes. Voor seizoen 2 is veel animatiewerk gedaan door het Koreaanse Studio Mir.

## Stemmen
| Personage         | Engelse stem                                         | Nederlandse stem      |
| ----------------- | ---------------------------------------------------- | --------------------- |
| Korra             | Janet Varney                                         | Pip Pellens           |
| Tenzin            | J.K. Simmons                                         | Finn Poncin           |
| Katara            | Eva Marie Saint                                      | Paula Majoor          |
| Lin Bei Fong      | Mindy Sterling                                       | Marjolein Algera      |
| Amon              | Steve Blum                                           | Just Meijer           |
| Zaheer            | Henry Rollins                                        | Daan van Rijssel      |
| Pema              | Maria Bamford                                        | Jann Cnossen          |
| Jinora            | Kiernan Shipka                                       |                       |
| Meelo             | Logan Wells                                          | Finn Leenheers        |
| Ikki              | Darcy Rose Byrnes                                    | Melody Reekers        |
| Asami Sato        | Sheycelle Gabriel                                    | Fleur van de Water    |
| Hiroshi Sato      | Daniel Dae Kim                                       | Mike Kuyt             |
| Mako              | David Faustino                                       | Trevor Reekers        |
| Bolin             | P.J. Byrne                                           | Boyan van der Heijden |
| 40-jaar oude Aang | D.B. Sweeney                                         | Levi van Kempen       |
| Council Page      | Andrew Gentile                                       | Paula Majoor          |
| Kapitein Saihkan  | Richard Epcar                                        | Stan Limburg          |
| 4 jaar oude Korra | Cora Baker                                           | Pip Pellens           |
| Tonraq            | Carlos Alazraqui (Boek 1) James Remar (Boek 2 t/m 4) | Edward Reekers        |
| Tarrlok           | Dee Bradley Baker                                    | Frans van Deursen     |
| Unalaq            | Adrian LaTourelle                                    | Frans van Deursen     |
| Generaal Iroh     | Dante Basco                                          | Jurjen van Loon       |
| Kya               | Lisa Edelstein                                       | Tanneke Hartzuiker    |
| Bumi              | Richard Riele                                        | Ewout Eggink          |
| Suyin Beifong     | Anne Heche                                           | Ingeborg Wieten       |
| Opal              | Alyson Stoner                                        | Tara Hetharia         |
| Kuvira            | Zelda Williams                                       | Kirsten Fennis        |

## Afleveringen
De serie bestaat nu uit 4 seizoenen. De seizoenen worden benoemd als "boek" en een aflevering wordt een "hoofdstuk" genoemd. Korra kan al Watersturen, Aardesturen en Vuursturen, alleen nog geen Luchtsturen. Het volgende element in de cyclus is dus lucht, vandaar dat het eerste seizoen "Boek 1: Lucht" heet. In tweede seizoen leert ze haar spirituele kracht om contact te leggen met de geesten, vandaar de benaming "Boek 2: Geesten". De naam van Boek 3 is "Change" vertaald: "Verandering". In Boek 3 neemt Korra het samen met haar vrienden op tegen Zaheer en zijn trawanten. De naam van Boek 4 is Balance (in het Nederlands: Balans). In dat seizoen moet Korra zich weer bij elkaar rapen om letterlijk alles weer te kunnen doen (lopen, elementen besturen enzovoorts). Na de epische strijd in het vorige seizoen en vervolgens moet Korra het opnemen tegen Kuvira (de trouwe dienaar van een van de twee kinderen van Toph Beifong).